# Huapango (pel·lícula)
Huapango és una pel·lícula mexicana del 2004, del gènere drama, basada en l'obra Otel·lo, de William Shakespeare, i protagonitzada per Alejandro Tommasi, Manuel Landeta i Lisset. Està ambientada a la regió Huasteca i pretén reivindicar les tradicions culturals mexicanes. Fou estrenada al Festival Internacional de Cinema de Morelia.

## Sinopsi
Otilio, l'home més ric de la HuastecaTamaulipeca, s'enamora profundament de Julia, una jove alegre i senzilla. Julia pertany al grup de ball d'aquesta regió. Ella és la millor ballarina del grup de ”Huapango”. La seva parella de ball és Santiago, un home fort que l'estima en secret. Molt aviat es realitzarà el Festival Nacional del Huapango que ens permetrà descobrir un lloc de Mèxic on es viu, s'estima i es balla amb passió, però quan el dubte apareix es deslligarà una irremeiable revenja passional que es basa en els dubtes que generen la gelosia. Amb gelosia veus el que no és.

## Repartiment
- Alejandro Tommasi - Otilio
- Manuel Landeta - Santiago
- Lisset - Julia
- María Elena Velasco - Mestra de ball
- Goretti Lipkies - Margarita
- Alfredo Castillo - Felipe
- Alicia Sandoval - Belén

## Premis
- Diosas de Plata: Millor pel·lícula, millor director (Iván Lipkies), millor actuació masculina (Alejandro Tommasi), millor co-actuació masculina (Manuel Landeta) i revelació femenina (Lisset).[4]
- XLVII edició dels Premis Ariel: Millor guió adaptat per Iván Lipkies, Ivette Lipkies i María Elena Velasco (basat en Otel·lo de William Shakespeare)[5]